# Cassyma etawa
Cassyma etawa là một loài bướm đêm trong họ Geometridae.